# Micrathetis triplex
Micrathetis triplex är en fjärilsart som beskrevs av Walker 1857. Micrathetis triplex ingår i släktet Micrathetis och familjen nattflyn. Inga underarter finns listade i Catalogue of Life.